# Sokîrîci, Kiverți
Sokîrîci (în ucraineană Сокиричі) este localitatea de reședință a comunei Sokîrîci din raionul Kiverți, regiunea Volînia, Ucraina.

## Demografie
Componența lingvistică a localității Sokîrîci
     Ucraineană (98,44%)
     Rusă (1,25%)
     Alte limbi (0,32%)
Conform recensământului din 2001, majoritatea populației localității Sokîrîci era vorbitoare de ucraineană (98,44%), existând în minoritate și vorbitori de rusă (1,25%).